# Королёво (городской округ город Уфа)
Королёво (баш. Королёв) — деревня в составе городского округа город Уфа, находящаяся в Искинском сельсовете, подчинённом Кировскому району.
С западной стороны деревни строится посёлок Мечта. На юго-западе граничит с деревней Атаевкой. В 2 км к северо-западу от расположена станция Уршак. У восточной границы находится озеро Бобровское

## Население
В 2002 г. постоянных жителей 105 чел. (78 % русские).

## История
В подчинение города Уфы Королёво вошло 17 апреля 1992 г. (постановление Совета Министров Республики Башкортостан от 17 апреля 1992 года № 100 «О передаче хозяйств Уфимского района в административные границы г. Уфы, предоставлении земель для коллективного садоводства и индивидуального жилищного строительства» (в ред. от 19.10.1992 № 347).

## Улица
- Королевская;